# 아센 블라테치키
아센 에밀로프 블라테치키(불가리아어: Асен Емилов Блатечки, 1971년 3월 22일~)는 불가리아의 배우이다.

## 출연 작품

### 영화
- 에너미스 (2017년)
- 어디로 가십니까 (2017년)
- 심판 (2014년) - Mitio 역
- 닌자 (2009년)
- 코드 (2009년) - 러시아 갱 역
- 심스트레시즈 (2007년)
- 칠드런 오브 왁스 (2007년)
- 베오울프 2 : 전설의 용사 (2007년)
- 종달새 농장 (2007년)
- 히트맨 (2007년)
- 세계 침몰 (2006년)
- 메카닉 (2005년)
- 아이콘 (2005년)
- 에일리언 아포칼립스 (2005년)
- 스파타커스 (2004년)
- 화성에서 온 밀라 (2004년)
- 보아VS비단뱀 (2004년)
- 나인 라이브스 (2004년)
- 헬 (2003년)